# Юсеин Вейселов
Юсеин Хасанов Вейселов е български политик от ДПС. Народен представител от Движението за права и свободи в XLVII, XLVIII и L народно събрание.

## Биография
Юсеин Вейселов е роден на 16 декември 1993 г. в село Петко Славейков (Севлиевско), България. Завършва специалност „Медицинска рехабилитация и ерготерапия“ в Медицинския факултет на Тракийския университет в Стара Загора.
Работи в МБАЛ „д-р Стойчо Христов“ и „Медицински център 1“ ЕООД в град Севлиево. В периода от 2015 г. до 2017 г. е академичен председател на Академичното дружество към Младежко ДПС – Стара Загора. През 2017 г. става областен председател на Младежко ДПС – Габрово.
През февруари 2022 г. главният прокурор Иван Гешев иска сваляне на имунитета на Юсеин Вейселов заради образувано наказателното производство в Габровския окръжен съд за престъпление, извършено на 22 октомври 2019 г., когато при управление на лек автомобил обвиняемият е нарушил правилата за движение. Така по непредпазливост Юсеин Вейселов причинява смъртта на насрещно движещ се велосипедист.
Въпреки че пред съда представя документи, че е тежко болен за продължителен период и съдът се произнася за „спиране на производството до оздравяването му“, по същото това време Вейселов участва активно в политически прояви. През октомври 2023 г. е осъден на една година условно с три години изпитателен срок от Окръжния съд в Габрово; присъдата не е окончателна.